# Struan
Struan är en by på ön Isle of Skye i Highland, Skottland. Byn är belägen 2 km 
från Bracadale. Orten har 217 invånare (2011).